# Macromia moorei
Macromia moorei – gatunek ważki z rodziny Macromiidae.